# Natalie Cook
Natalie Cook er en fiktiv privat efterforsker, spillet af Cameron Diaz i filmene Charlie's Angels og Charlie's Angels: Full Throttle.
Denne platinblondine med blå øjne er optimistisk, naiv, genert og den mest klodsede og fjollede i hendes "Charlie's Angels"-team. Hun er meget åben og venlig, men har ingen anelse om at hun ligner en supermodel og har karisma nok til tre. 
Hendes mor var en berømt dyrlæge; hendes far var forfatter/redaktør på The Cook Anthology of Science Fiction. Som ung var Natalie den klodsede og upopulære pige i skolen med bøjle, briller og Prinsesse Leia-rottehaler. Hun fik Ph.D. fra MIT – ved hjælp af korrespondance. Hun har arbejdet som videnskabsforsker ved Swedish National Academy, var U.S. Navy testpilot og talsmand for Lincoln-Mercury. 
Natalie bor i den første film i et lille hus for sig selv, mens hun i 2'eren er flyttet sammen med sin kæreste, Pete Komisky, i en hvid bungalow i Venedig, Californien. Hun kørte i en Ferrari Modena med nummerpladen 924-WNP. Natalie drømmer (i starten af 1'eren) om at danse omringet at smukke latino-fyre, men sandheden er at hun overhovedet ikke kan danse, som også vises i 1'eren, da hun inviteres med til berømt danseshow af Pete. Hun er ligesom resten af sit team, bestående af Dylan Sanders og Alex Munday ekstremt god til alle former for kampsport.
Natalie er uden tvivl den mest sexede af de tre Engle. Hun går ofte i høje hæle, stramme læderbukser og løse toppe. Natalie er som sagt den altid glade og fjollede Engel og hendes stil udstråler energi og det søde look. Joseph Aulisi, kostumedesigner til Full Throttle, ville designe hendes tøj med løse og glade farver. Cameron Diaz var nødt til at have to lillepigerottehaler på siderne af hendes hoved i begge films første scener. I starten af 2'eren er Diaz iført en snehvid jakke/kjole; som er den traditionelle stil i Lapland, Finland.
Natalie er brilliant til at køre på motorcykel, helikopterflyvning og motorcross, og hun har en passion for alt på hjul. Bil, cykel og surfbræt – hun er klar til hvad som helst. Hun er også god inden for gymnastikken, som vises i 1'eren, hvor hun både laver den ene og anden form for spring. Natalie er meget målbevidst og tør endda gå ind på ukendt område, hvis det kan få hende tættere på målet. Som resten af Englene er hun mester i forklædning og hun bærer eller bruger som de andre, heller aldrig våben. 